# Bonamico (nome)
Bonamico  è un nome proprio di persona italiano maschile.

## Varianti
- Maschili: Buonamico[1]
  - Ipocoristici: Amico[1]
- Femminili: Bonamica[2]

## Origine e diffusione
Dal nome medievale Bonamico, in latino Bonamicus, di chiaro valore beneaugurale.
Ormai desueto ai giorni nostri, il nome Bonamico è semanticamente affine al nome Boncompagno.

## Onomastico
Nessun santo ha mai portato questo nome, che quindi è adespota; l'onomastico ricorre quindi il 1º novembre, festa di Ognissanti.

## Persone

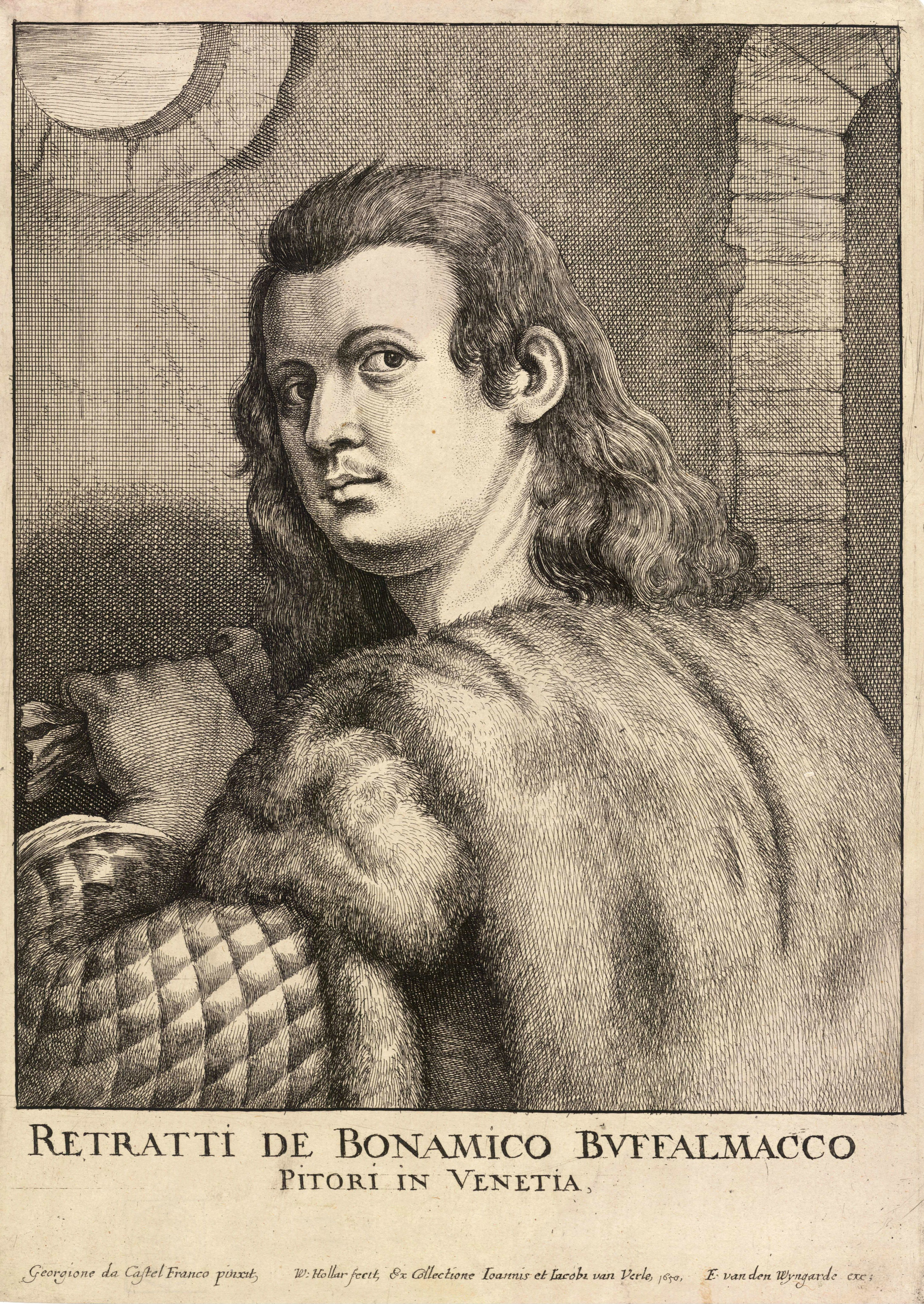
Buonamico Buffalmacco

- Bonamico, scultore e architetto italiano
- Buonamico Buffalmacco, pittore italiano